# Soundsystem (album)
Soundsystem – mix album brytyjskiego zespołu drum and bass The Qemists, wydany 14 lutego 2011 roku przez Ninja Tune. Zawiera utwory z dwóch poprzednich albumów studyjnych Join the Q i Spirit in the System, rzadkie remiksy singli i wcześniej niewydane utwory.

## Lista utworów
1. „Renegade” (J Majik + Wickaman Remix Instrumental) (feat. Maxsta)
„Take It Back” (Acapella) (feat. Enter Shikari)
„Your Revolution” (Acapella) (feat. Matt Rose) – 2:13
2. „Your Revolution” (Reso Remix) (feat. Matt Rose) – 2:12
3. „The Only Love Song” (Instrumental)
„Fading Halo” (Acapella) (feat. Chantal) – 2:12
4. „Stompbox” (Spor Remix) – 1:50
5. „Be Electric” – 1:28
6. „Lifeline” – 2:40
7. „Dem Na Like Me” (Subscape Remix) (feat. Wiley) – 2:44
8. „Renegade” (Cutline Remix Instrumental) (feat. Maxsta) – 2:44
9. „Renegade” (The Qemists VIP) (feat. Maxsta) – 3:53
10. „Fading Halo” (Instrumental)
„The Only Love Song” (Acapella) (feat. MC ID) – 2:34
11. „The Demand” – 2:16
12. „Dirty Words VIP” (feat. Matt Rose & Bruno Balanta) – 1:35
13. „Hurt Less” (Riskotheque Remix) (feat. Jenna G) – 2:44
14. „Bubble” (The Muel) (The Qemists Sneaky Midnight Remix) – 2:56
15. „Apocalypse” (Instrumental) – 2:10
16. „Don’t Lose It” – 4:11